# Николо-Зарецкий храм

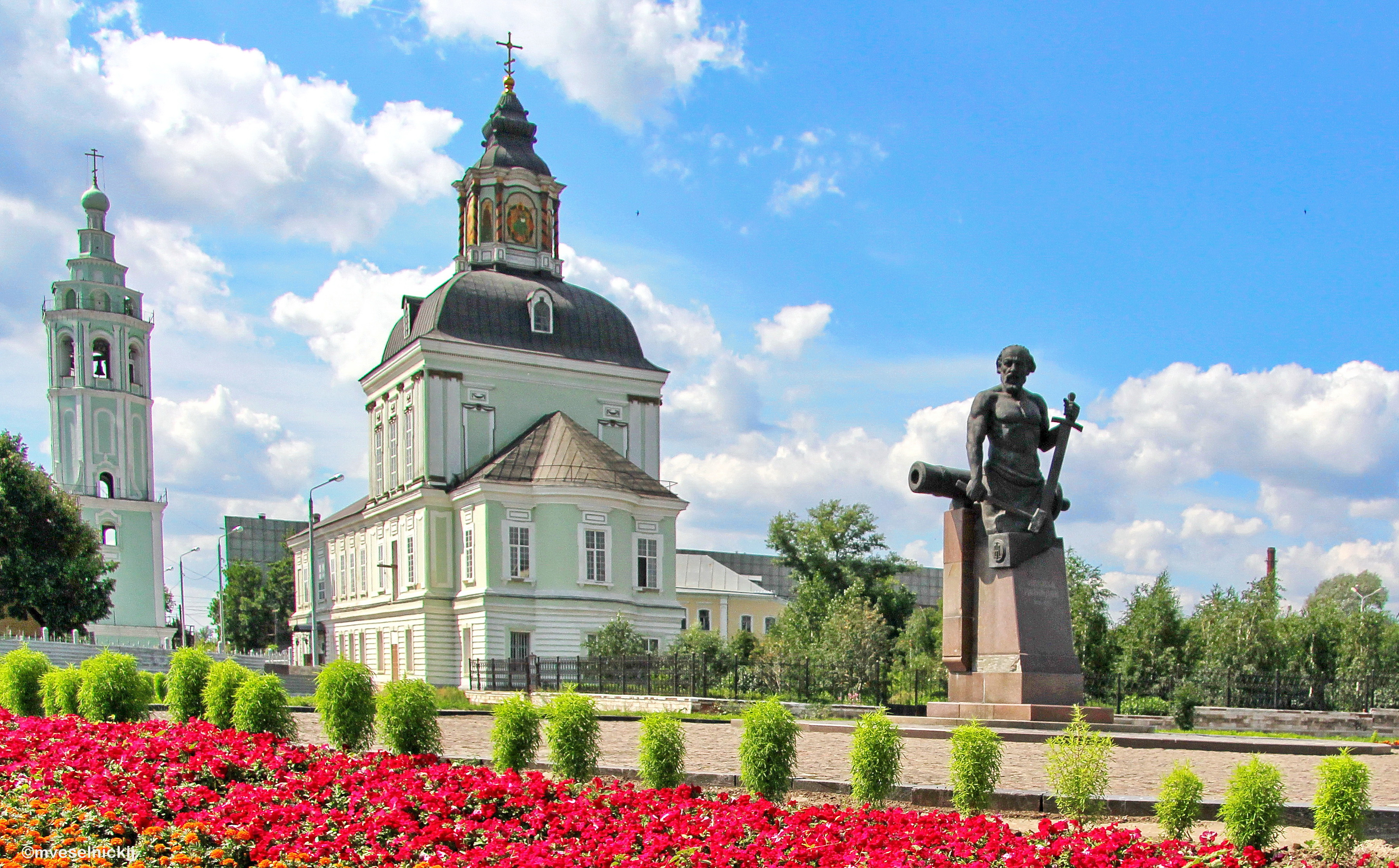
Комплекс Николо-Зарецкой церкви

Николо-Зарецкий храм (Демидовская церковь) — православный храм в Туле, усыпальница семейства Демидовых, памятник истории и культуры федерального значения.

## История

### XVIII—XIX век
На месте современного храма в XVII веке для оружейников были построены два деревянных храма. В 1730—1734 годах на их месте построили новый большой двухэтажный храм. Основателем храма считается сын Никиты Демидова — Акинфий Демидов. Изначально церковь строилась по обычному плану: по линии восток-запад располагались алтарь, основной объём, трапезная, колокольня. Но 3 октября 1730 года только что построенная колокольня, вероятно находившаяся над демидовской усыпальницей, обрушилась. При этом пятнадцать человек погибли, девять получили увечья. Затем колокольню отстроили отдельно на другой стороне Никольского (ныне Оружейного) переулка. Здание храма прямоугольное, сильно удлинённое, с повышенной средней частью. По архитектурной композиции, имеющей скорее дворцовый, чем культовый характер, а также по своему декоративному убранству церковь относится к петербургскому барокко конца XVII — начала XVIII века. Четырёхгранный изогнутый купол заканчивается нарядным фонарём с живописной главкой.
В нижнем, тёплом этаже находились престолы во имя святителя Николая Чудотворца (освящён в 1730 году) и апостола Андрея Первозванного (освящён в 1734 году), в верхнем, не отапливаемом — в честь Рождества Христова (освящён в 1735 году). К началу XX века в храме появился ещё один придел, посвящённый святому Тихону Калужскому. В 1734 году на первом этаже храма появилась часовня-склеп для погребения членов семьи Демидова.

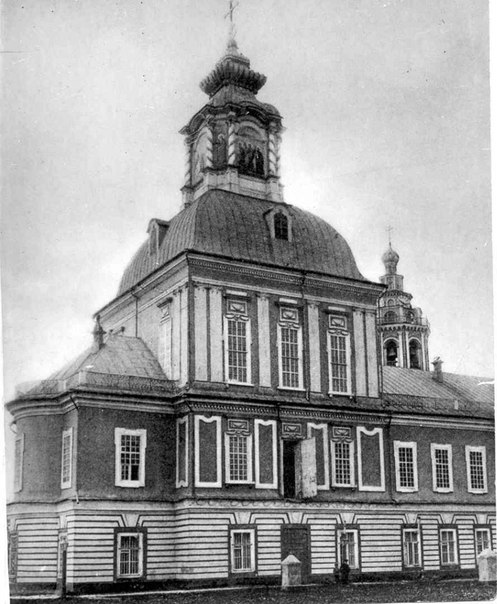
Николо-Зарецкий храм в начале XX века

Колокольня, имевшая когда-то часы-куранты, отличается по стилю от храма. Она сохранила типичную для ярославских и суздальских звонниц XVII столетия схему высокого столпообразного восьмерика на четверике основания. Завершением колокольни является ступенчато убывающие восьмерики вместо привычного в то время шатра. В XIX веке на звоннице было 13 колоколов, самый большой из которых весил более четырёх тонн. Колокольню и второй этаж храма соединяла металлическая галерея с ажурной решёткой, существовавшая до 1779 года.
В 1770—1780-х годах здание подвергалось ремонту и перестройкам. 2 мая 1779 года в Заречье случился большой пожар. Пострадала и Николо-Зарецкая церковь, более всего — её кровля, верхний храм и галерея. Огонь нанёс ущерб практически всем прихожанам церкви, поэтому восстановление её растянулось на несколько лет. К 1803 году вся церковь с папертью была расписана. Помимо Демидовых в числе благотворителей Николо-Зарецкого храма были и представители других известных тульских родов. В частности, Андрей и Иван Родионовичи Баташевы принимали участие в изыскании средств для восстановления церкви после пожара. Свои вклады в храм делали оружейники Лялины, Коротковы, купцы Зверев, Белоусов и другие.
В 1862 году в верхнем храме был устроен новый иконостас взамен прежнего, пришедшего в ветхость. 2300 рублей для этого пожертвовал настоятель храма протоиерей Иоанн Мясновский. В 1914 году вдоль улицы Демидовской и Никольского переулка, ограничивавших церковный участок с запада и юга, появилась кованая ограда на белокаменном цоколе. При храме имелся приют, в котором в начале XX века проживали четыре пожилые женщины. Богадельня при Николо-Зарецкой церкви упоминалась ещё в 1782 году. Церковно-приходская школа действовала при храме с 1894 года.
По основным алтарям церковь именовали то Никольской, то Христорождественской, «что за Упою рекою» или «что в Казённой слободе». В конце XIX — начале XX века её официальное название — Христорождественская, что на Оружейной стороне. В народе же храм называли Николо-Зарецким, а также Николой Богатым. В советской краеведческой литературе 1920 — начала 1930 годов храм именуется Николой Казённым. В одном из документов 1930 года об использовании храма после закрытия он назван Николой Зелёным — по цвету фасадов. По храму получил своё название Никольский переулок, в 1924 году переименованный в Оружейный.

### Советский период
В 1924 году храм был внесён в список церквей и монастырей Тульской губернии, состоящих на учёте отдела по делам музеев и охране памятников искусства и старины Народного комиссариата просвещения (Наркомпроса). Впервые решение о закрытии церкви тульские власти приняли в 1930 году. Здание предполагали передать Осоавиахиму под организацию Дома химобороны. Но верующие обратились во ВЦИК, и президиум этой верховной инстанции отменил решение о закрытии храма. Николо-Зарецкую церковь закрыли после вторичного решения, 13 августа 1934 года. После этого в течение двух дней шло открытое разграбление храма, остановленное только благодаря запоздалому вмешательству милиции.
В церкви в разное время располагались: «Заготзерно», использовавшее это здание под зернохранилище, учебный центр Автодора, жилищные службы Зареченского района, склад базы снабжения Тульского треста столовых. Часть храма (усыпальницу Демидовых) отдали под жильё. Две семьи проживали и в нижнем ярусе колокольни.

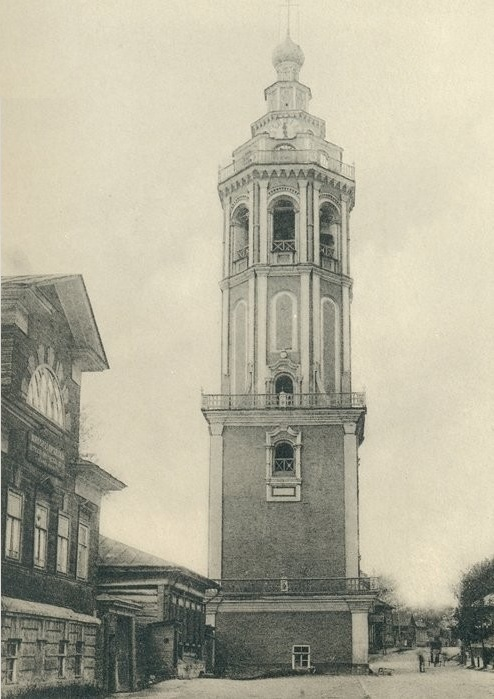
Колокольня в начале XX века

Комплекс Николо-Зарецкой церкви поставлен на госохрану в 1947 году согласно постановлению Совета Министров РСФСР как памятник истории и культуры республиканского значения. В 1978 году в преддверии Олимпиады началась реставрация церкви при отсутствии проектно-технической документации. В ходе работ наружные поверхности стен лишились остатков лепного декора. В начале 1980-х специалисты московского института «Спецпроектреставрация» приступили к разработке проекта восстановления памятника, обследовали состояние стенописи. Но проект так и остался незавершённым.

### Современный период

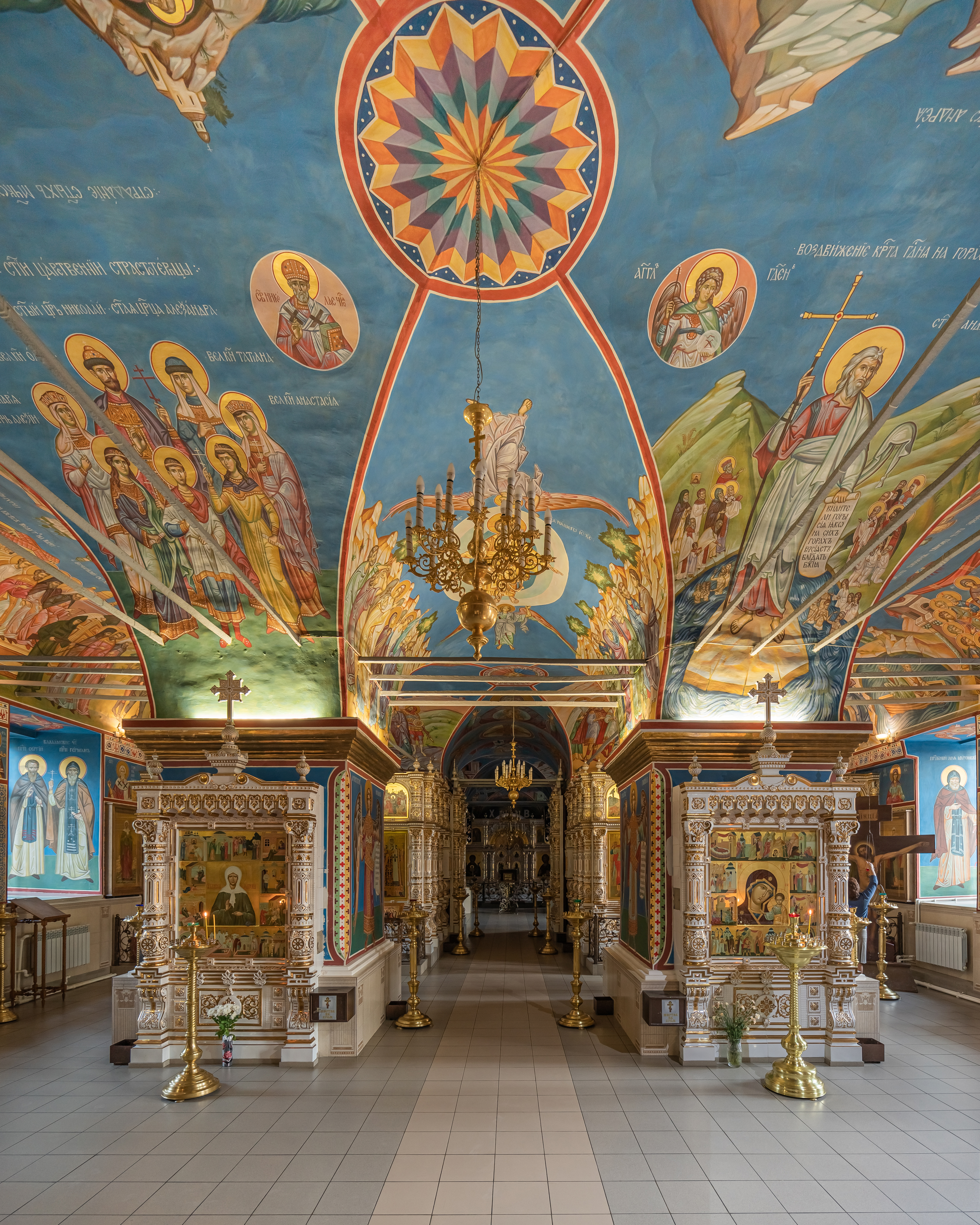
Интерьер храма

В 1995 году был разработан проект реставрации Николо-Зарецкой церкви над которым работали тульский архитектор В. Клименко, владимирский архитектор В. Фомин, инженеры и учёные Тульского государственного университета, а также специалисты из Суздаля. Первоначальные чертежи и проект храма не сохранились, поэтому разработчики проекта реставрации использовали старинные фотографии и материалы, имевшиеся в Государственном архиве Тульской области. В 1996 году храм наспех отреставрировали к празднованию 850-летия первого упоминания Тулы в летописи и 340-летия со дня рождения Никиты Демидова. Результаты этой спешки и недостаточного финансирования проявились уже через год-два, когда со стен начала осыпаться штукатурка, цоколь местами обвалился, а с крыши слетали листы кровельного железа.
В 1999 году в преддверии праздника Рождества Христова храм был передан Тульской епархии. Кровлю его починили на средства прихожан и благотворителей, но устранить до конца недочёты поспешной реставрации не удалось. 29 марта 2004 года на звонницу Николо-Зарецкой церкви подняли семь колоколов, изготовленных в Воронеже по технологии древнерусских мастеров. Также отреставрировали нижний храм с тремя алтарями. В 2006 году освящён алтарь во имя апостола Андрея Первозванного, в 2007 — алтарь во имя святых царственных страстотерпцев Николая, Александры, Ольги, Татианы, Марии, Анастасии и Алексия, в 2008 — главный алтарь во имя святителя Николая Чудотворца. Ведутся работы по благоустройству двух колонн — у подножия их будут установлены напольные восьмигранные киоты.
При храме действуют воскресная школа и библиотека. По воскресеньям проводятся духовные беседы со взрослыми. В 1996 году был открыт историко-мемориальный музей «Некрополь Демидовых» — филиал объединения «ТОИАЛМ». Он расположен в одноэтажном бывшем жилом доме, построенном в конце 1920-х годов на территории церковного сада. Музей включает в себя вводный зал с экспозицией «Демидовы и Тульский край» и внутрицерковную родовую усыпальницу Демидовых в Николо-Зарецком храме. Это единственное сохранившееся в России внутрицерковное захоронение представителей первых поколений Демидовых.